# Chaitanya Mahaprabhu
 (juin 2008).
Si vous disposez d'ouvrages ou d'articles de référence ou si vous connaissez des sites web de qualité traitant du thème abordé ici, merci de compléter l'article en donnant les références utiles à sa vérifiabilité et en les liant à la section « Notes et références ».
Chaitanya Mahaprabhu ou Vishvam Bharmishra Krishna Chaitanya Deva (Nadîyâ, Bengale, 1486 - Puri, 1533) est un philosophe et réformateur hindou bengalie et sanskrite.

## Biographie
Avec son ami Vallabhâchârya, il redynamise le culte krishnaïte et introduit au Bengale et en Orissâ une forme originale de la bhakti, la prema bhakti, l'adoration dévotionnelle de Krishna (voir Vishnouisme du Bengale). Les Goswamis ont également participé à cet élan théologique. 
Chaitanya Mahaprabhu, qualifié de « Sri Krishna Caitanya », est à l'origine d'un culte dévotionnel intense caractérisé par des chants collectifs et rythmés au cours desquels sont scandés les noms de Krishna (le mahamantra « Hare Kṛṣṇa Hare Kṛṣṇa
Kṛṣṇa Kṛṣṇa Hare Hare
Hare Rāma Hare Rāma
Rāma Rāma Hare Hare ».
Chaitanya Mahaprabhu rejette le système des castes héréditaires et révèle sa doctrine centrée sur la dévotion ou l'amour pour Krishna. Cet amour s'exprime à travers le chant et la danse en congrégation, l'écoute et la lecture des textes sacrés, le service à la divinité, au maître spirituel et aux disciples. Le mouvement de Chaitanya a fortement influencé la musique vaisnava du Bengale.

## Le mouvement pour la conscience de Krishna
En Occident-sud, et entre autres en langue française, l'essentiel de la littérature liée à ce culte initié par Sri Chaitanya, se retrouve dans l'œuvre immense traduite en des dizaines de langues, de Srila Prabhupada, qui créa en Occident au milieu des années 1960 - et dès 1971 en France - l'Association internationale pour la conscience de Krishna (AICK, ISKCON en anglais), qui compte de par le monde au XXIe siècle plus de 150 centres, temples et communautés rurales.
En France, sont implantés une communauté rurale dans l'Indre (Nouvelle Mayapura) ou en région parisienne (un temple à Sarcelles), sans oublier plusieurs petits groupes de dévots initiés ou non à la pratique de la « Bhakti » (on nomme ces croyants les « Bhaktas ») actifs dans le Sud-Ouest (Ariège…) ou encore dans l'Est de la France (en compagnie de dévots suisses, bourguignons, francs-comtois). 
L'originalité du culte à Krishna selon Chaitanya réside dans le fait que cette spiritualité serait ouverte à tous, quels que soient son rang social, son origine, sa situation personnelle ou même ses erreurs passées.

## Les écrits de et sur Chaitanya
Mahaprabhu n'a laissé, pour tout écrit, que 8 versets dévotionnels adressés à Krishna et appelés Sikshastakam :

Il confia donc à six de ses principaux disciples le soin de rédiger la nouvelle doctrine. Les six gosvami ont produit plus de 200 ouvrages en sanskrit. 
Par la suite, de nombreux chants, poèmes et commentaires (de Srila Bhaktivinoda, Srila Bhakti Siddhanta Sarasvati, Srila Prabhupada, par exemple) ont été produits à son sujet.